# The KMPlayer
The KMPlayer，簡稱KMP，是南韓开发者姜勇囍（강용희）所開發的免費影音播放軟體。早期名叫“WaSaVi”播放器，歷時五年自主開發的韓文多媒體圖形視窗工程免費項目。目前以其強大的操控功能在眾多免費播放器中逐漸顯示其開發實力。底層調用WMP的內核DirectShow，外部同時支持臨時掛接Windows下的全部解碼器，同時也支援Winamp中的各種輸入、音效、視覺效果插件。
The KMPlayer的 K 是來自於開發者的姓氏 姜（Kang）；The KMPlayer的名稱意義是Kang's Multimedia Player。2007年8月作者将源代码及核心引擎技术出售给Pandora TV。
2008年作者姜勇囍進入Daum Communications（多音通訊公司），並在其後發表另一項作品Daum PotPlayer播放軟體。

## 功能
KMPlayer把網路上所有能見得到的解碼程式（Codec）全部收集，支援大多數的影片、音樂、圖片等格式。播放影片時可以作多種調整，例如影像過濾、聲道、亮度、畫面縮放、畫面移動、跳轉到5秒~10分鐘等等。而在播放音樂可以設定音樂模式、Bass、立體聲等等，也可載裝Winamp的外掛程式。支持自定按鍵，支持更換Skin。支持擷取影片畫面和聲音的功能，不再需要安裝其他的軟件就能把聲音或影片畫面擷取出來。
其強大的檔案支援功能深受使用者歡迎，支援的影片檔包括：

AVI、RealMedia、MPEG 1/2/4、ASF、MKV、OGM、FLV、VCD、SVCD等；

AVI／MPEG-4支援Xvid／DivX／3vid／H.264／VP8（WebM）等編碼格式。

OGG／OGM／MKV／AC3／DTS／Monkey's Audio解碼等。
支援的聲音檔：APE、MP3、WMA、WAV、MPC、FLAC、ALAC、AAC、MIDI等。
支援的圖片檔：BMP、GIF、JPEG、PNG···等。
支援的光碟映像檔： BIN、ISO、IMG、NRG等。
完整支援基於MPEG-2編碼標準的DVD影片光碟播放。

## 跟其它播放器的比較
The KMPlayer的在GUI（图形界面，即前端）中包含的功能比跟官方編碼的播放器比較，例如Windows Media Player、Real Player等，进而跟一些其它萬能播放器对比，如Media Player Classic、Mplayer等相比之下都要更多。
功能較接近的有GOM Player、SPlayer（射手播放器）等。
但功能數目少於VLC以及Mplayer前端SMPlayer。

## Bug問題
雖然KMPlayer功能非常強，但是Bug（漏洞）也很多。不過版本也更新得很快，BETA版本有時候幾天就更新來新增功能和修正BUG。但是，在原作者離開製作團隊後更新速度已大幅減慢。中文官方論壇不少人的發文都是反映BUG問題。其中針對Full-HD（1920 * 1080 up）及藍光光碟Blu-ray Disc輸出的m2ts格式檔案與DTS 5.1聲道支援的不完整，常導致播放時有聲無影、有影無聲、爆音等問題。主因為KMPlayer本身無法順暢支援LPCM的數位音源輸出。

## 移动版本
2014年，KMPlayer推出Android、iPhone和iPad版本。这些移动版与其电脑版一样主推支持“万能格式”的优势，安装一次即可支持几乎所有主流的音、视频格式。此外，还针对目前手机、平板的触摸屏特点提供方便的操作支持。

## 爭議
有傳言指出The KMPlayer核心程式碼有使用到以GPL發佈的Media Player Classic程式碼。然而在論壇上有人宣稱The KMPlayer是以Borland Delphi寫成，未使用GPL的程式碼。以GPL（或LGPL）发布的ffmpeg，在2009年2月，将The KMPlayer加入到“耻辱名单”，因为被认为使用ffmpeg的代码和二进制文件，但没有按照规定/惯例开放相应说明/源码。

## 復活節彩蛋
在KMPlayer的主視窗中點右鍵→選項→關於，之後在「關於」主視窗左上角的黑色方框中點兩下滑鼠左鍵，會出現一個雷電射擊遊戲（.swf, flash demo），預設以上下左右控制方向，Z鍵開火、X鍵轟炸，該彩蛋是以外連到KMPlayer網站的一個Flash檔案來進行，因此在沒有網路或是遭防火牆阻擋的情況下則無法使用。

## 外部連結
- 官方网站（页面存档备份，存于）
- 官方中文論壇